# Formoso do Araguaia
Formoso do Araguaia es un municipio brasilero del estado del Tocantins.

## Historia
La región fue explorada primitivamente por una expedición portuguesa en busca de oro, a la cual se atribuye haber bautizado como Río Formoso (hermoso en español), por su belleza, el curso de agua que cortaba el lugar.

## Geografía
Se localiza a una latitud 11º47'48" sur y a una longitud 49º31'44" oeste, estando a una altitud de 240 metros. Su población estimada en 2004 era de 19.710 habitantes.
La ciudad de Formoso do Araguaia está localizada en la Región sudoeste, en la Cuenca del Medio Araguaia, que es el acceso a la Isla del Bananal. Se localiza en el Sur del estado del Tocantins a 320 km de Palmas, capital del Estado.
Relieve – Gran parte del municipio es formado por la planicie del Araguaia, con características planas, sometidas a inundaciones anuales.
 en Formoso do Araguaia Tocantins

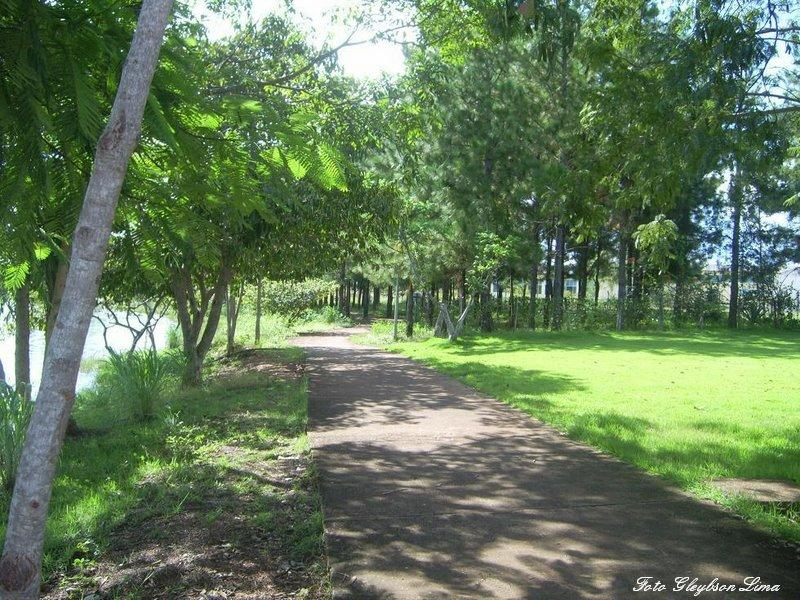
Passarela del Lago Municipal.

Formoso do Araguaia es el mayor municipio en extensión territorial del Estado del Tocantins y posee el mayor proyecto de arroz irrigado en área continua del mundo, totalizando 27.787 ha de marisma, constituida de suelos hidromórficos y/o aluviales, contando como todas las condiciones climáticas para la obtención de excelentes producciones.

## Administración
- Prefecto: Pedro Rezende Tavares (2008/2011)
- Viceprefecto: Ivan Irigon Araujo
- Presidente de la cámara: Ivan de Sousa Carvalho (2008/2011)